# تشارلز أو. جيل
تشارلز أو. جيل (بالإنجليزية: Charles O. Gill)‏ هو لاعب كرة قدم أمريكية أمريكي، ولد في 4 مارس 1868 في Walpole, Massachusetts ‏ في الولايات المتحدة، وتوفي في 2 يونيو 1959 في ووترفورد في الولايات المتحدة.